# Taeniolabidoidea
De Taeniolabidoidea zijn een superfamilie van uitgestorven zoogdieren die bekend zijn uit Noord-Amerika en Azië. Ze waren de grootste leden van de orde Multituberculata, evenals de grootste niet-therische zoogdieren. Lambdopsalis levert zelfs direct fossiel bewijs van zoogdierenbont in een redelijk goede staat van bewaring voor een 60 miljoen jaar oud dier. Sommige van deze dieren waren groot voor hun tijd; Taeniolabis taoensis is de grootste bekende multituberculaat en hoewel kleiner, is Yubaatar de grootste bekende Aziatische multituberculaat uit het Mesozoïcum. De gemiddelde leden van de Taeniolaboidea waren ongeveer ter grootte van een bever en de grootste bereikten zelfs afmetingen die vergelijkbaar waren met de grootste bevers zoals Castoroides, tot ongeveer honderd kilogram.
De groep werd aanvankelijk opgericht als een onderorde, voordat McKenna en Bell in 1997 de rang van een superfamilie toewezen (zie Kielan-Jaworowska en Hurum (2001) p. 391-392). De klade werd in 2016 door Williamson e.a. gedefinieerd als de groep die Taeniolabis taoensis Cope, 1882 omvat en alle soorten nauwer verwant aan Taeniolabis dan aan Essonodon browni Simpson, 1927, Meniscoessus robustus Marsh, 1889, Cimolomys gracilis Marsh, 1889, Cimexomys judithae Sahni, 1972, Catopsbaatar catopsaloides (Kielan-Jaworowska, 1974), Eucosmodon molestus Cope, 1886, Mesodma formosa Marsh, 1889, Ptilodus montanus Douglass, 1908, Krauseia clemensi (Sloan, 1981), Microcosmodon conus Jepsen, 1930, Buginbaatar transaltaiensis Kielan-Jaworowska & Sochava, 1969, Kogaionon ungureanui Rädulescu & Samson (1996), of Boffius splendidus Vianey-Liaud, 1979.
Er worden twee families erkend: de voornamelijk Noord-Amerikaanse Taeniolabididae, bestaande uit Taeniolabis en Kimbetopsalis, en de uitsluitend Aziatische Lambdopsalidae, bestaande uit Lambdopsalis, Sphenopsalis en Prionessus, waarbij Valenopsalis een basale vorm is buiten beide claden. Sommige fossielen zijn goed bewaard gebleven. Hoewel de mogelijke taeniolabidoïde Bubodens bekend is van de afzettingen uit het Laat-Krijt van South Dakota, en Yubaatar bekend is uit de afzettingen uit het Laat-Krijt van de provincie Henan, is de clade verder alleen duidelijk vertegenwoordigd in lagen uit het Paleoceen.
Afgeleide kenmerken van het taxon (apomorfieën) zijn onder meer: korte en brede snuit met voorste deel van jukbeenbogen dwars gericht, wat resulteert in een vierkantachtige vorm van de schedel (gedeeld met Kogaionidae); de voorhoofdsbeenderen zijn klein, puntig naar achteren gericht en bijna of volledig uitgesloten van de oogkasrand, (Kielan-Jaworowska en Hurum 2001, p. 417).